# Nicola Warren
Nicola Warren (...) è un'attrice britannica.

## Biografia
Attrice di teatro inglese, ha recitato il ruolo di protagonista nel film Capriccio di Tinto Brass (1987).

## Filmografia
- Capriccio, regia di Tinto Brass (1987)
- Further and Particular, regia di Stephen Dwoskin (1988)